# 圣玛窦殉道
《圣玛窦殉道》（義大利語：Martirio di San Matteo）是意大利巴洛克艺术大师卡拉瓦乔的一幅画作，绘于1599–1600年。它位于罗马的圣王路易堂的肯塔瑞里小堂内，悬挂在《圣玛窦蒙召》的对面，祭坛画《圣玛窦的启示》旁边，这三幅画都是卡拉瓦乔的作品。
这幅画表现马太福音的作者马太（玛窦）的殉道事迹。根据传统，这位圣人正在祭坛上做弥撒时，被埃塞俄比亚国王派人杀害。因为国王贪恋自己的侄女，是一名修女，受到了玛窦的斥责，因为修女是基督的新娘。几十年前去世的康塔雷利枢机，早已明确地规定了要表现的内容：邪恶的国王派来的士兵，杀害了圣人，加上一些合适的建筑，还有若干旁观者。

## 历史
卡拉瓦乔的赞助人方济各·玛丽亚·德尔·蒙特枢机帮助他获得了这项委托。但是这项委托给卡拉瓦乔带来了相当大的困难，因为他从来没有画过这么大的画幅，也没有画过那么多人物。今天，X射线揭示了今天看到的构图之前，曾有两次不同的尝试，总体上趋向于简化，减少了人物的数量，以及建筑的元素。第一个版本是当时罗马最受尊敬的艺术家朱塞佩·切萨里的风格主义样式，描绘了远处巨大的建筑，以及大批渺小的人物。第二个版本转向拉斐尔模式，加入了一群表现出恐惧和怜悯的围观者，其中有一位女性，可能代表这位修女。这符合康塔雷利枢机要求的拥挤场景，也符合风格主义的原则，通过透视来表现身体和建筑，同时卡拉瓦乔已经发展出一种个人风格，在这种风格中，身体由光和暗来定义，消除了背景。 
这时，卡拉瓦乔把《殉道》抛在一边，专心完成另一幅作品《蒙召》。这部作品借鉴了他自己的早期作品，《老千》和《女占卜师》，只是尺寸变大。卡拉瓦乔重新得到灵感后，恢复了自信，又回来完成《殉道》，这一次改用了自己的思想。第三个版本取消了建筑，减少了人物的数量，并使画面拉近；除此之外，还引入了戏剧性的明暗对照法，挑选主题中最重要的元素，如同几个世纪后的聚光灯，表现舞台上的最伟大的戏剧时刻：凶手将他的剑刺向了倒下的圣徒。这是我们今天看到的版本，在最戏剧化的时刻捕捉到的动作，强烈对比的光线，将旁观者都变成配角，整体给人的感觉如同正在闪电。
背景中刺客后面的人物是卡拉瓦乔的自画像。

## 分析
这幅画标志着16世纪晚期的正统—风格主义—理性、知性，或许有点做作，让位给巴洛克的时刻。这幅画引起了轰动，年轻的艺术家们完全被征服，卡拉瓦乔突然成为罗马最著名的艺术家。